# Réseau électrique
Pour les articles homonymes, voir Réseau (homonymie).

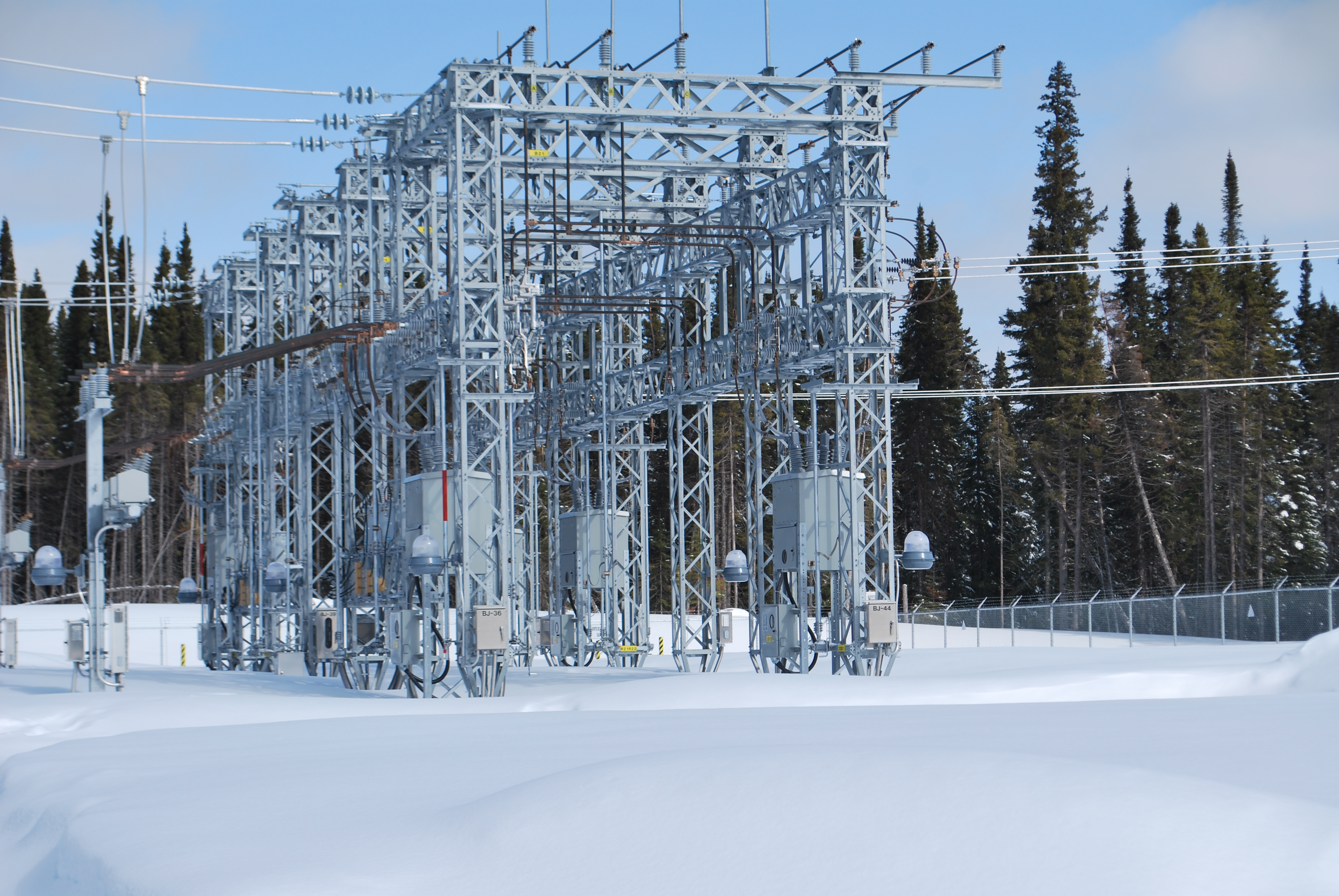
Départs de lignes de distribution à 25 kV.

Un réseau électrique est un ensemble d'infrastructures énergétiques plus ou moins disponibles et interconnectées, permettant d'acheminer l'électricité des centres de production vers les consommateurs.
Il est constitué de lignes électriques exploitées à différents niveaux de tension, connectées entre elles dans des postes électriques. Les postes électriques permettent de répartir l'électricité et de la faire passer d'une tension à l'autre grâce aux transformateurs.
Un réseau électrique doit aussi assurer la gestion dynamique de l'ensemble de production, transport et consommation, mettant en œuvre des réglages ayant pour but d'assurer la stabilité de l'ensemble. Ils jouent un rôle important dans la transition énergétique pour le raccordement des sources de production et de stockage d'électricité « verte ».

NB : Les tensions indiquées sont des tensions efficaces.

## Historique
Un réseau électrique étant composé de machines de production et de consommation, ainsi que de structures (lignes, transformateurs) pour les relier, les réseaux électriques ne sont apparus que vers la fin XIXe siècle, lorsque chaque élément avait atteint une maturité technologique suffisante.

### Premiers réseaux à courant continu

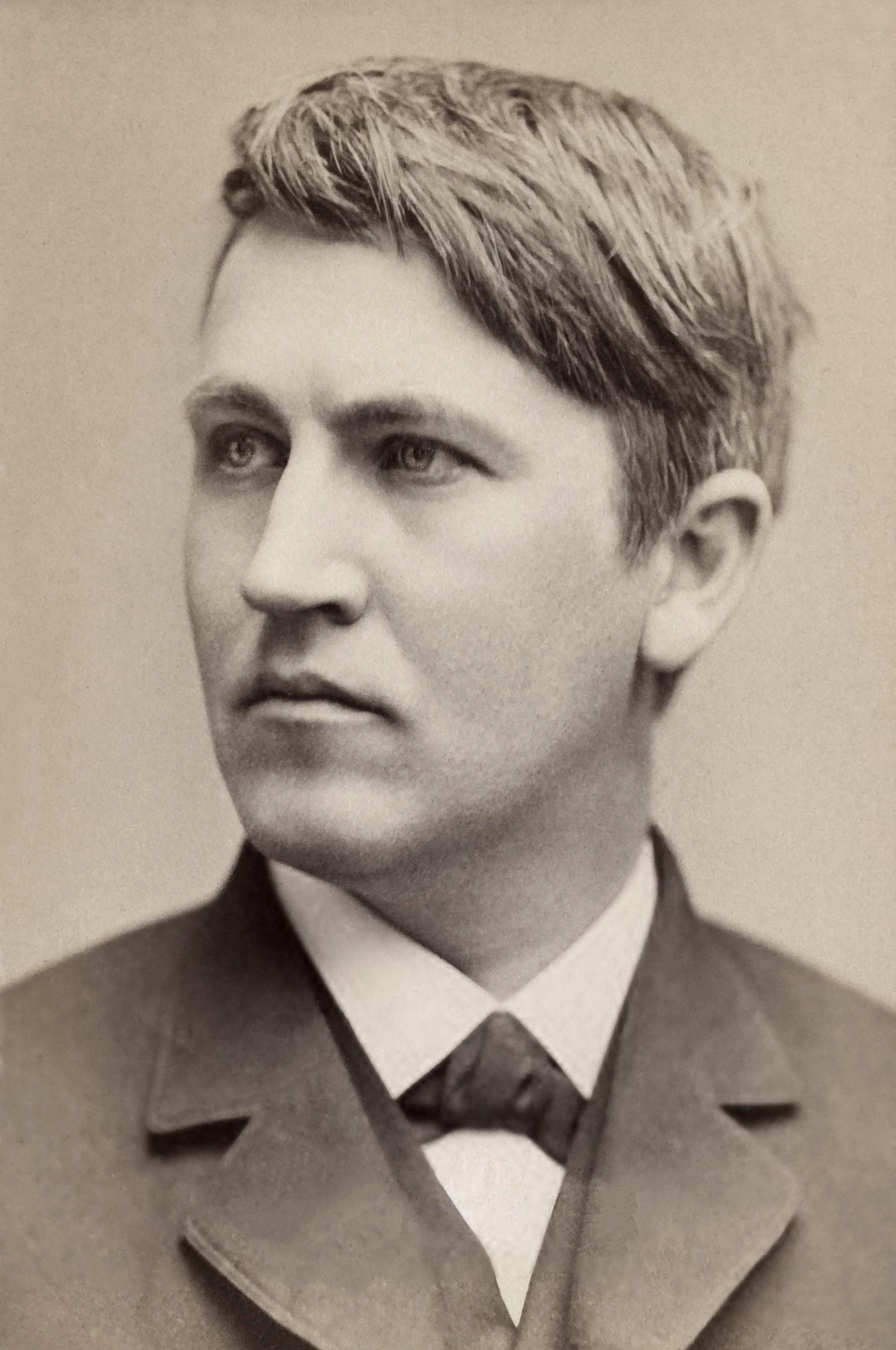
Edison a été un pionnier dans la réalisation des premiers réseaux électriques en courant continu.

Lors de la première moitié du XIXe siècle, les inventeurs mettent au point de nombreux types de machines électriques à courant continu, mais leur utilisation de manière industrielle ne se développe qu’après l’invention de la dynamo (génératrice de courant continu) par Zénobe Gramme en 1869 (présentée à l'Académie des sciences, à Paris, en 1871), qui est rapidement améliorée.
À l'Exposition internationale d'Électricité de Paris de 1881, Marcel Deprez présente pour la première fois une installation de distribution d'énergie électrique alimentée par deux dynamos. À l’automne 1882, les premiers réseaux électriques apparaissent simultanément à New York et Bellegarde, en France. Ils sont très locaux et utilisent le courant continu.

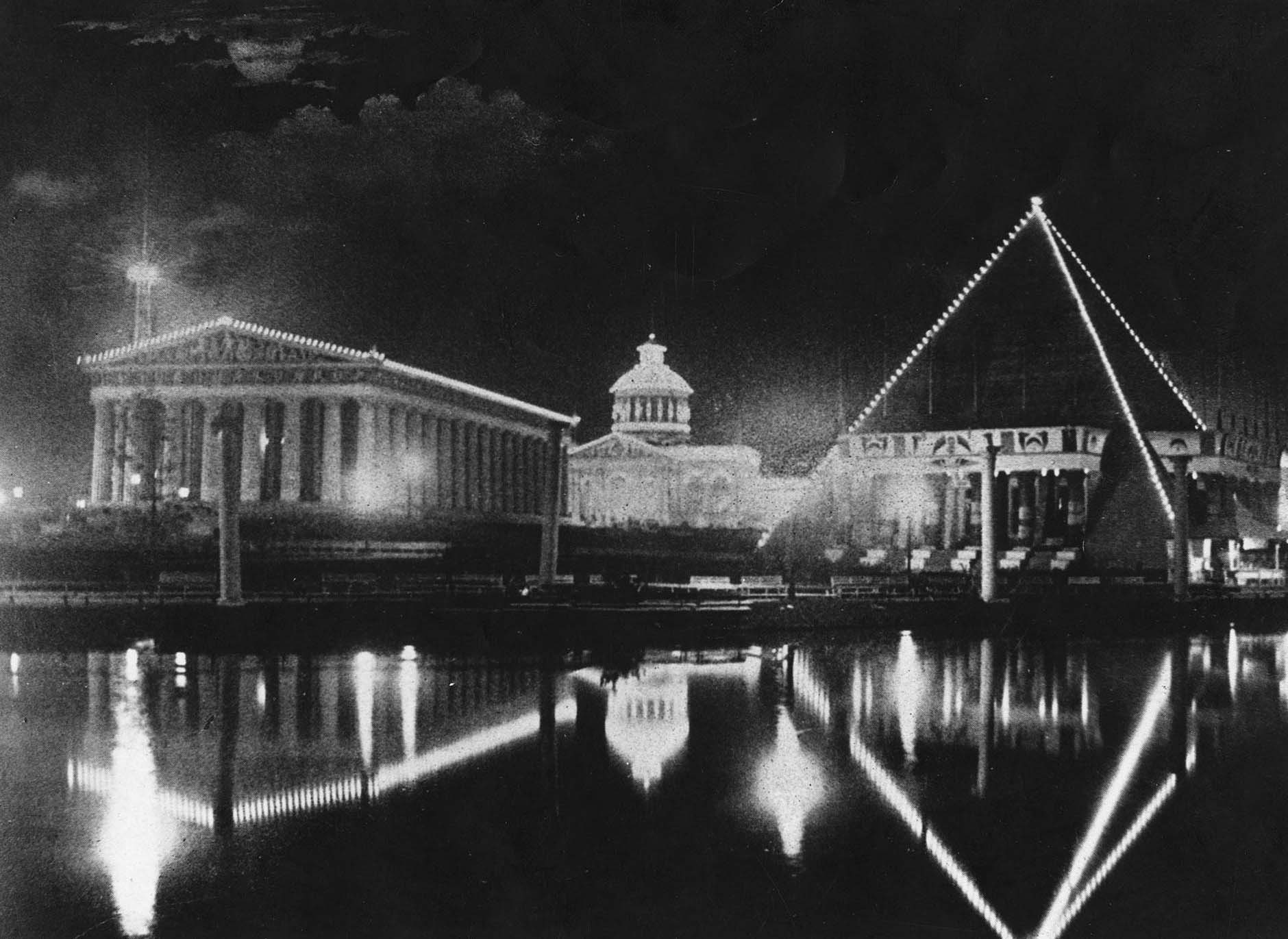
L'éclairage électrique était souvent créé lors d'expositions internationales (exemple : 1897).

Thomas Edison a joué un rôle déterminant dans le développement de l’électricité : il fonde en 1878 l'Edison Electric Light Co (qui devient en 1892 General Electric), dépose le brevet de l’ampoule électrique en 1879, puis crée le réseau électrique de New York. Ce dernier, qui avait essentiellement pour but l’éclairage, se développe rapidement : de 1 200 ampoules en 1882, il passe à 10 000 ampoules l’année suivante. Ce réseau, qui souffre de nombreuses pannes, est constitué de petites centrales électriques (30 kW) et d’un réseau de distribution à 110 V. Il est cependant très limité car l’acheminement de l’électricité n’est possible que sur quelques kilomètres.
À cette époque, les premières expérimentations de transport de l’énergie électrique se développent et sont menées notamment par Marcel Deprez, qui utilise le courant continu. Ce sont cependant des échecs relatifs car elles ne permettent pas le transport de puissances industrielles (Deprez réussit en 1882 à transporter 400 W sur 57 km de distance, mais avec un rendement global de seulement 30 %. Les ingénieurs Lucien Gaulard et John Gibbs travaillent quant à eux sur le courant alternatif. Bien que le transformateur soit connu depuis 1837, ils mettent au point en 1884 un transformateur de forte puissance utilisant du courant triphasé, ce qui permet de changer facilement le niveau de tension. La même année ils démontrent l’intérêt du transformateur en mettant en service une ligne de 80 km de long alimenté en courant alternatif sous 2 000 V.

### Victoire du courant alternatif triphasé
En 1884, à Turin en Italie, Lucien Gaulard met en service une liaison bouclée de démonstration (133 Hz) alimentée par du courant alternatif sous 2 000 volts, de Turin à Lanzo aller et retour (80 km) ; l'ingénieur Galileo Ferraris invente en 1885 le moteur polyphasé, qu'il ne présentera qu'en avril 1888. George Westinghouse, ingénieur et entrepreneur américain qui a créé sa propre compagnie d'électricité, est intéressé par la technologie du courant alternatif. Il finance le premier système complet à courant alternatif, mis au point en 1886 par William Stanley à Great Barrington, Massachusetts. En 1887, C.S. Bradley construit le premier générateur à courant alternatif triphasé ; F. Augus Haselwander fait de même en Europe quelques mois plus tard. En 1888, Mikhaïl Dolivo-Dobrovolski construit chez AEG son premier générateur triphasé. George Westinghouse achète en 1887 les brevets du transformateur de Gaulard et embauche Nikola Tesla qui présente son moteur triphasé en mai 1888 et en dépose le brevet. En 1891 la première installation triphasée, conçue par Mikhaïl Dolivo-Dobrovolski, est mise en place entre Francfort et une centrale hydraulique située à Lauffen (Allemagne), avec une ligne de 175 km.
Aux États-Unis les réseaux en courant continu poursuivent leur développement, mais sont limités en taille : chaque centrale ne peut alimenter en électricité qu’une zone d’environ 5 km de diamètre, ce qui pose un problème en dehors des villes. En parallèle se constituent de petits réseaux urbains en courant alternatif. Une opposition sévère fait rage à cette époque aux États-Unis entre Edison (défenseur du courant continu) et George Westinghouse avec Tesla (défenseur du courant alternatif). Edison insiste notamment sur le danger du courant alternatif en haute tension pour les êtres vivants, allant jusqu'à organiser des démonstrations publiques où il électrocute différents animaux pour prouver son propos, et va jusqu’à financer la macabre invention de la chaise électrique. Après l'exécution de William Kemmler, Edison dira : « Il a été Westinghousé »[réf. nécessaire].
La bataille décisive entre courant continu et alternatif se déroule autour d’un projet d’alimentation électrique de l’industrie de Buffalo par une centrale hydraulique de 75 MW située à Niagara Falls, à 32 km de distance. Alors que Edison propose un projet en courant continu, Tesla et Westinghouse proposent un système en courant alternatif. Le contrat est donné à Westinghouse. En 1896, la mise en service de la première ligne industrielle en triphasé fut un succès total et conduit pour un siècle au moins à imposer universellement le courant alternatif triphasé comme moyen de transport de l’énergie électrique, mieux adapté à cette époque au transport sur de longues distances.
Néanmoins, à la fin du XXe siècle, alors que l'interconnexion à échelles pan-continentales se développe, les progrès techniques redonnent un intérêt au courant continu haute tension (CCHT) pour un transport longue distance gaspillant moins d’énergie avec moins de pertes en ligne. C'est par exemple la solution retenue pour le projet Desertec, afin de transporter jusqu'en Europe centrale de l'électricité solaire produite en Afrique tropicale.

Principaux acteurs de l'invention du courant alternatif triphasé
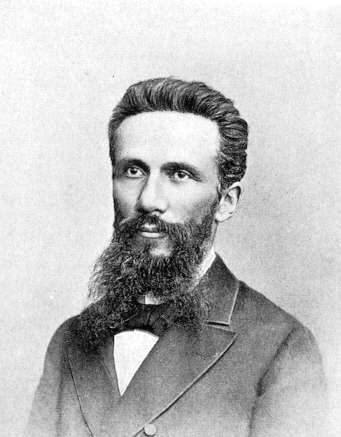
Galileo Ferraris, concepteur initial en 1885 du moteur polyphasé à courant alternatif.
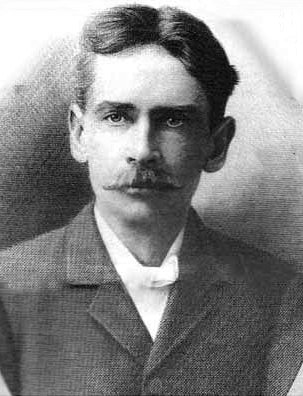
William Stanley Junior a réalisé le premier système complet à courant alternatif en 1886.
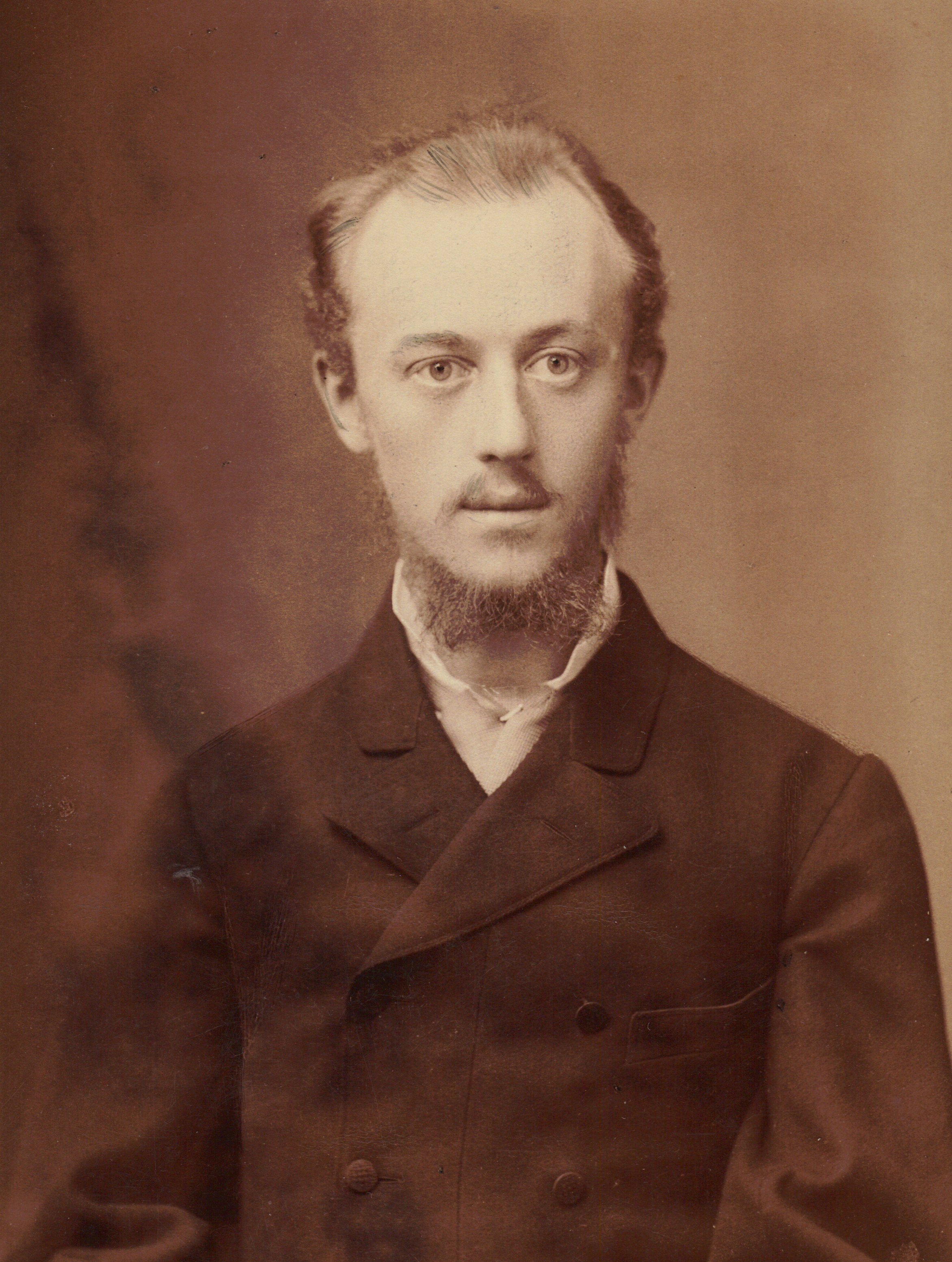
Mikhaïl Dolivo-Dobrovolski construit son premier générateur triphasé en 1888.
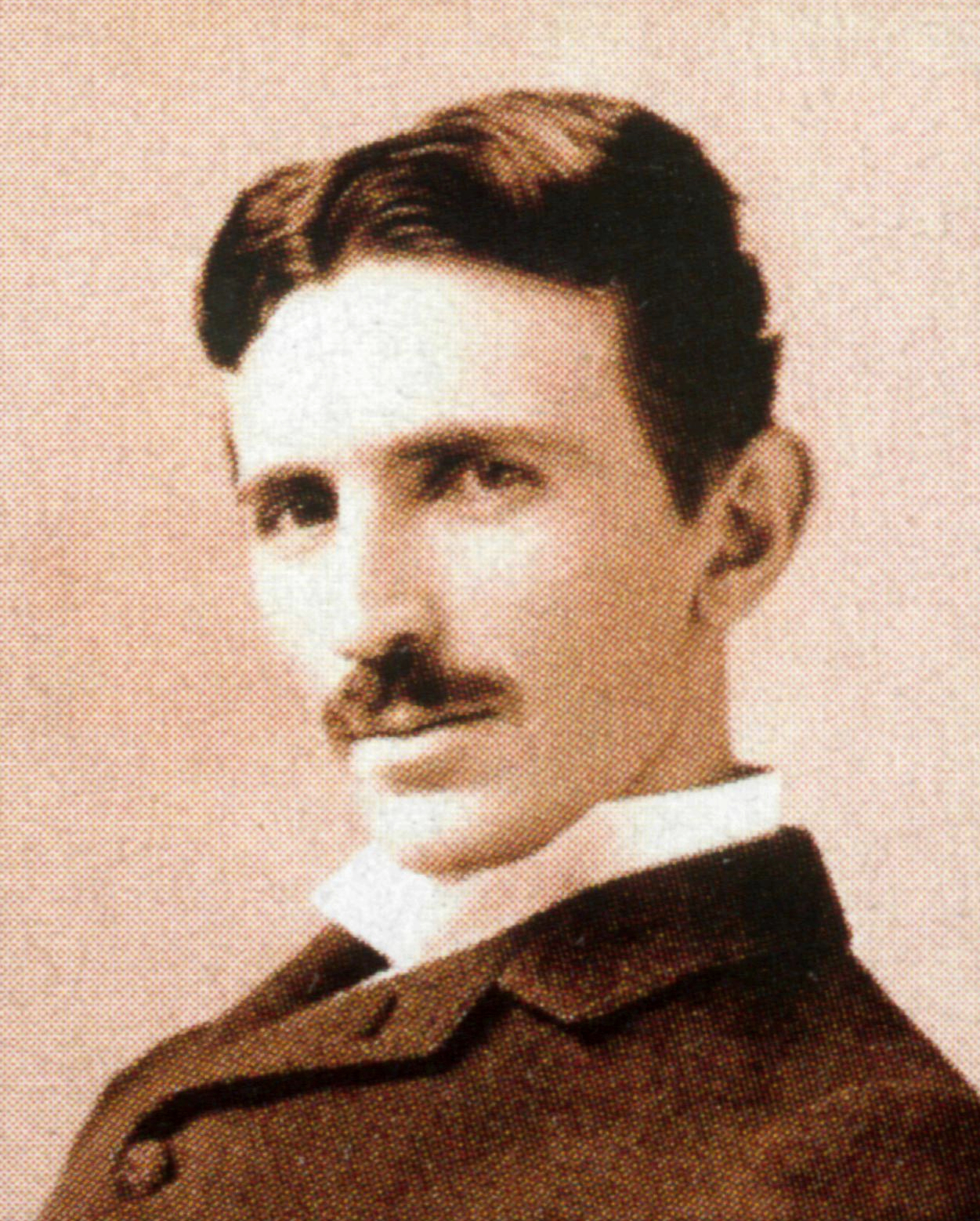
Nikola Tesla, premier dépositaire du brevet pour le moteur à courant alternatif, en 1888.

### Interconnexion progressive des réseaux

#### XIXesiècle

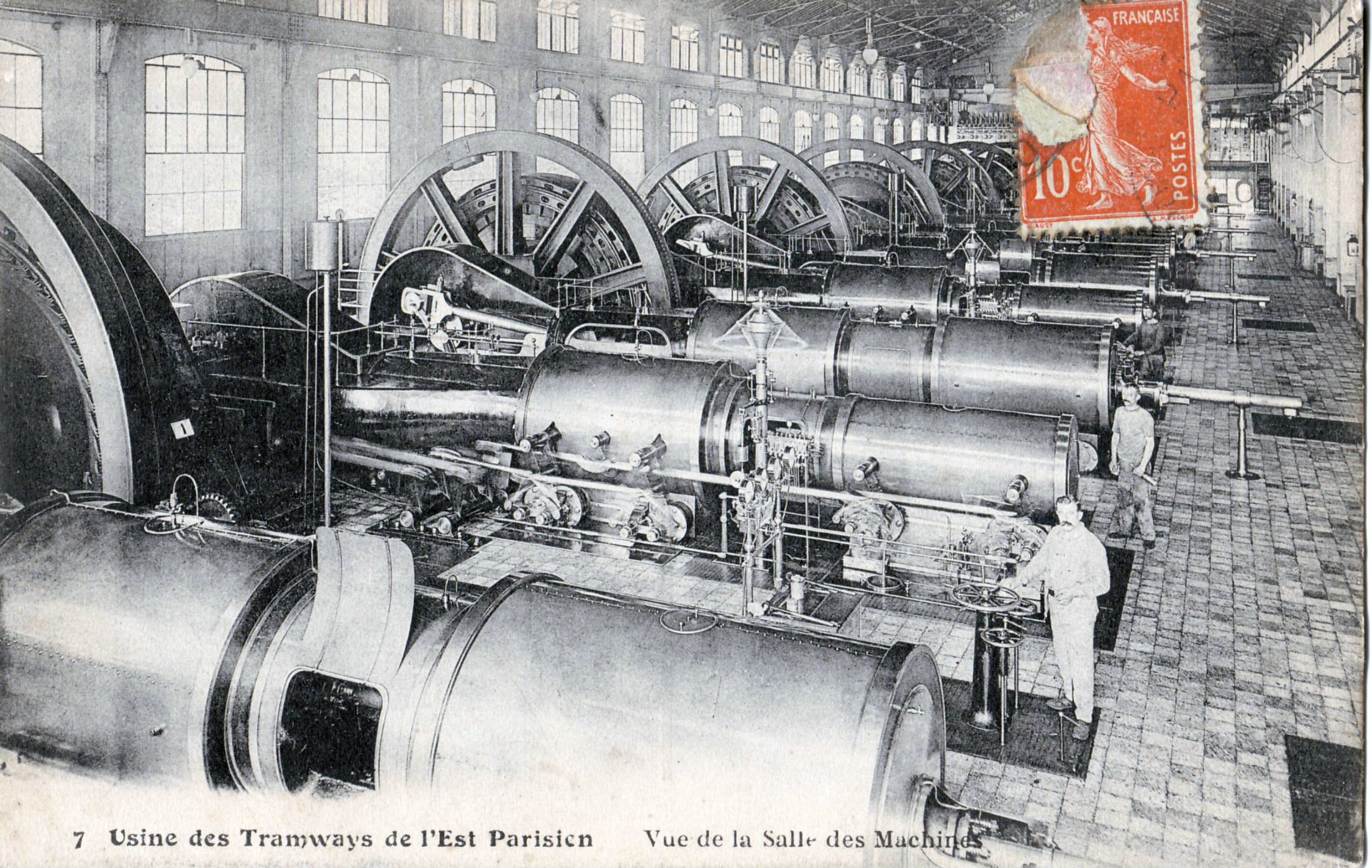
Dynamos alimentant les tramways de l'Est parisien

L'interconnexion électrique a été progressive. À la fin du XIXe et au début du XXe siècle, les usages de l’électricité se multiplient, aussi bien au niveau domestique qu'industriel (notamment l’électrification des tramways, métros et chemins de fer). Dans chaque grande ville s'implantent des compagnies d'électricité. Ces dernières construisent des centrales électriques et de petits réseaux locaux, chacun utilisant des fréquences et des niveaux de tension différents. Les opérateurs se rendent compte tardivement de l’intérêt d’utiliser une fréquence unique (indispensable à l’interconnexion des réseaux), et l’on voit apparaître finalement deux standards de fréquence : le 60 Hz sur la majorité du continent américain et le 50 Hz quasiment partout dans le reste du monde.

#### XXesiècle

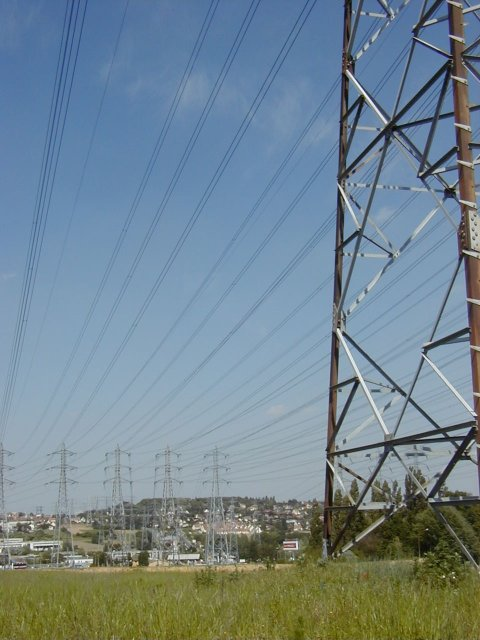
Nombreuses lignes électriques aux abords d'un poste

Dans la première moitié du XXe siècle, les réseaux urbains des pays industrialisés grandissent pour notamment électrifier les campagnes. Parallèlement, ils s'interconnectent au niveau régional, permettant des économies d'échelle sur la taille des centrales de production et de mieux valoriser des ressources énergétiques géographiquement localisées, comme la production hydraulique essentiellement produite en montagne, loin des grands centres de consommation. Alors qu'augmentaient les puissances appelées et les distances des lignes d’interconnexion, la tension d’exploitation des lignes a aussi augmenté (1re ligne à 220 kV construite en 1923 aux États-Unis, celle à 380 kV en 1930 en Allemagne). L’apparition en 1937 du premier turbo-alternateur refroidi à l’hydrogène, d’une puissance de 100 MW, ouvre la voie des centrales électriques de forte puissance.
L'héritage du passé limite le développement des réseaux électriques car les infrastructures énergétiques sont conçues pour durer plusieurs dizaines d’années. L'électrification des campagnes faite de l’absence de réseau antérieur a permis de mettre en œuvre les standards du moment (en termes de tension et de fréquence). Au niveau urbain en revanche le problème était complexe car plusieurs réseaux non interconnectables coexistaient, conduisant à la multiplication des câbles. Des réseaux en courant continu ont ainsi très longtemps subsisté localement : jusqu'en 1965 à Paris, et 2007 à New York.
Dans les années 1950, les compagnies européennes se coordonnent pour uniformiser les tensions des réseaux de transports à 400 kV. Cela permet, en 1958, la première interconnexion des réseaux français, allemands et suisse à Laufenbourg (Suisse).
Dans la deuxième moitié du XXe siècle, les interconnexions intra-nationales accompagnent le développement des interconnexions transnationales, principalement pour créer des capacités de secours mutuel entre opérateurs et pour améliorer la stabilité globale des réseaux électriques, et plus ponctuellement créer des capacités d'échange d'énergie sur le long terme.
L’Europe, avec sa forte densité de population et un niveau élevé de développement économique et industriel, présente un réseau électrique dense et maillé. Son interconnexion physique a nécessité des règles communes de sûreté entre exploitants des divers systèmes (souvent nationaux) pour prévenir les risques d'incident de grande ampleur.

#### XXIesiècle
Aujourd'hui, c'est l'ENTSO-E, anciennement « Union pour la coordination du transport de l'électricité », « UCTE », qui effectue cette coordination en Europe. En créant un « marché intérieur de l'électricité » de plus en plus intégré, la Commission européenne encourage l'interconnexion transfrontalière, afin d'accroître les potentiels d'échange et l'interconnexion commerciale des marchés nationaux, ce qui demande « d'adopter des règles claires et transparentes sur la répartition transfrontalière des coûts afin d'accélérer les investissements dans les infrastructures transfrontalières ». En 2002, l'Europe a demandé à chaque État de viser un niveau d'interconnexions électriques au moins équivalent à 10 % de sa capacité de production installée. En mars 2010, le Conseil européen a accepté la nouvelle stratégie « Europe 2020 » proposée par la Commission. Elle promeut une interconnexion au niveau continental. Une communication intitulée « Priorités en matière d'infrastructures énergétiques pour 2020 et au-delà — Schéma directeur pour un réseau énergétique européen intégré » précise la stratégie. Le conseil européen du 4 février 2011 soulignant la nécessité d'aussi pouvoir accueillir et faire transiter la production issue des énergies renouvelables dans un réseau intelligent et résilient, conformément à la directive 2009/28/CE qui promeut les « sources renouvelables ». Une décision no 1364/2006/CE du Parlement et du Conseil fixait déjà des orientations relatives aux réseaux transeuropéens d'énergie (RTE-E) et encourageait la coopération transfrontalière pour atteindre le 3x20 et décarboner le système électrique. Une directive du 13 juillet 2009 fixe des règles communes pour le marché intérieur de l'électricité et l'Europe encourage en 2011 la connexion électrique avec les pays périphériques. La modernisation des réseaux électriques et gaziers devrait coûter environ 200 milliards d'euros de 2013 à 2020 et s'appuyer sur le renforcement de l'Agence de coopération des régulateurs de l'énergie. Face aux retards pris par les États dans l'interconnexion européenne, en 2023, l'Europe a décidé subsidiairement de la prendre en charge, en abrogeant la décision no 1364/2006/CE et en modifiant les règlements (CE) no 713/2009, no 714/2009 et (CE) no 715/2009.[réf. nécessaire]
Les réseaux se sont fortement développés depuis les années 1970 : selon l'AIE, « environ 1 million de kilomètres par an » de lignes ont été ajoutées dans le monde dans les cinquante années qui ont suivi ; au total, ils atteignent presque 80 millions de kilomètres en 2021 (7 % constituant les réseaux de transport et 93 % assurant la distribution).
Les réseaux du XXIe siècle sont confrontés à de nouveaux défis :
- accueillir simultanément, sans diminuer significativement la sûreté et la qualité de fonctionnement du réseau, des unités de production stables et commandables (électricité hydroélectrique ou issue de centrales thermiques) ainsi que sources moins prévisibles et souvent pas ou très peu commandables, comme l'énergie solaire ou l'énergie éolienne. Ces sources d'énergie font dans de nombreux pays développés l'objet de programmes de développement à un rythme soutenu[16] ;
- faciliter l'interaction entre les consommateurs et le système électrique notamment pour adapter la demande aux capacités de production lorsque cela est nécessaire ;
- être plus économes en ressources non renouvelables qu'il s'agisse des matériaux pour leur construction et des pertes qu'ils entraînent ;
- accueillir de nouveaux usages comme le véhicule électrique.

À ces sujets, les prospectivistes annoncent un réseau électrique intelligent (smart grid) plus souple et capable de mieux intégrer les sources d'énergies propres et sûres, mais diffuses et non continues telles que l'éolien et le solaire.

### Historique des réseaux électriques en France

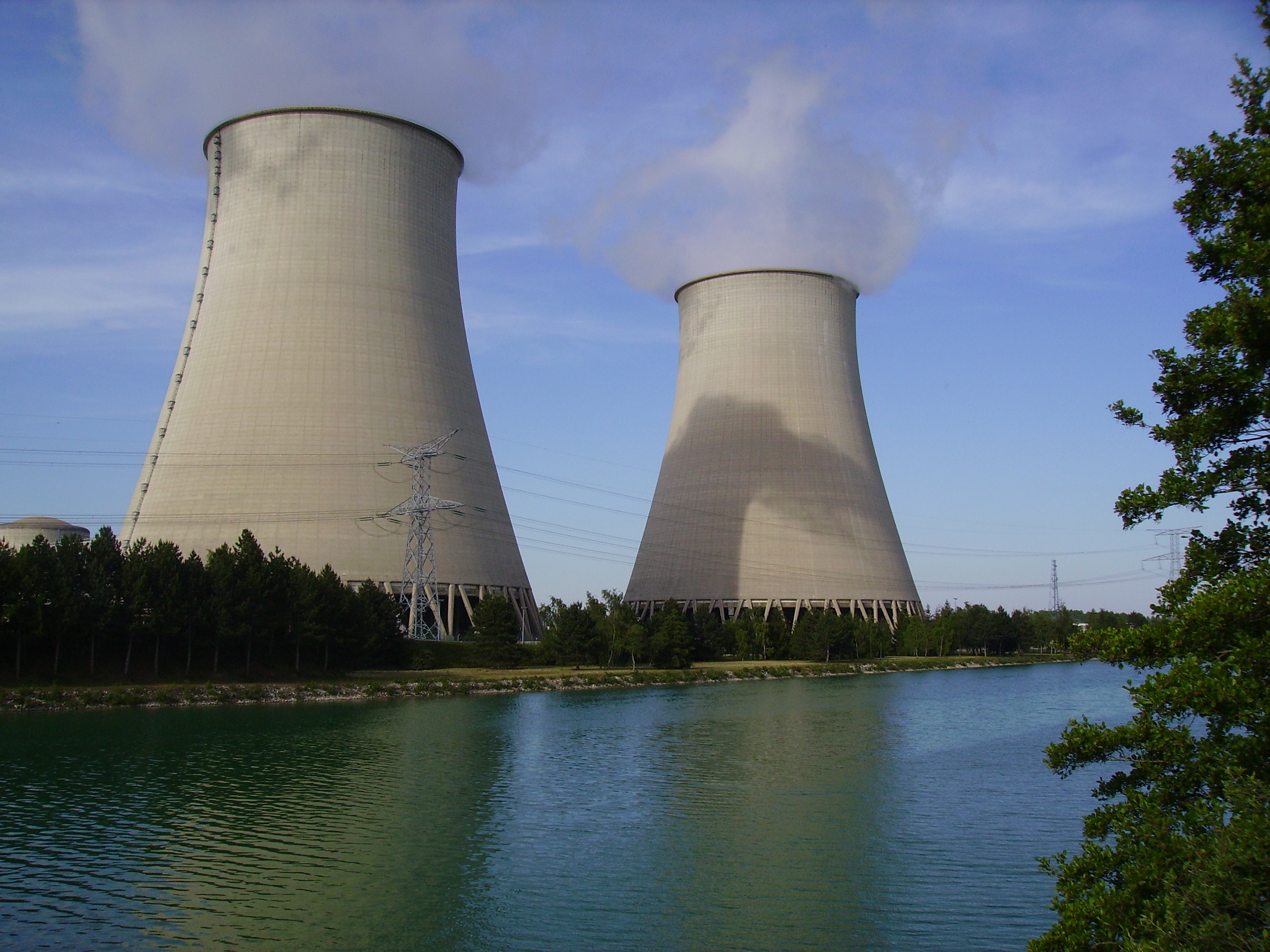
Le programme de construction des centrales nucléaires a dimensionné le réseau de transport d'électricité français

L’électrification du territoire français est effectuée au cours de la première moitié du XXe siècle : de 7 000 communes électrifiées en 1919, elles sont 36 528 en 1938. En parallèle, les réseaux proches s’interconnectent progressivement : les réseaux de Paris le sont en 1907 à 12 kV, ceux des Pyrénées en 1923 à 150 kV, enfin en 1938 la quasi-totalité du territoire français est interconnectée à 220 kV, mais de grandes régions restent isolées.
Au cours de la Seconde Guerre mondiale, le réseau de transport d’électricité croit de 30 % et, à la Libération, il est le plus dense au monde. En 1946, le cumul des lignes électriques de plus de 100 kV atteint 12 400 km, alors qu’il n’était que de 900 km en 1923.
Le 8 avril 1946, l’État nationalise les entreprises d’électricité essentiellement privées, en rassemblant ces sociétés de production, distribution et transport en un établissement unique : EDF (cependant il subsistera un nombre non négligeable d'entreprises locales de distribution d'électricité et de gaz en France). Les réseaux de distribution publique d'électricité basse et moyenne tension sont depuis 1906 propriété des communes qui elles-mêmes les ont souvent confiés à des syndicats départementaux d'énergie. L'exploitation de la majorité du réseau de distribution français est assurée par le concessionnaire ERDF sous le contrôle des autorités concédantes. Jusqu’en 1950, EDF devra organiser les coupures d’électricité, à la suite de la pénurie de centrales de production. La fréquence à 50 Hz se généralise en France (elle était par exemple de 25 Hz sur une grande partie du littoral méditerranéen). Le réseau à 225 kV se substitue aux réseaux à 110, 120 et 150 kV.
En 1956, il est décidé de généraliser pour la distribution basse tension le couple de tension 220 / 380 V en remplacement de l'ancien couple 127 / 220 V (en 1986 la tension normalisée sera le couple 230 / 400 V ± 10 %),. Le réseau 400 kV, décidé au niveau européen, se développe en France en coordination avec le plan électro-nucléaire, notamment à partir des années 1970-1980.
Les réseaux appartiennent à la collectivité, ce sont des biens non cessibles. La loi du 15 juin 1906 a confié aux communes la responsabilité d'organiser au niveau local le service public de la distribution de l'électricité et du gaz. Cette prérogative d'organisation peut être exercé directement par la commune ou bien confiée à un syndicat intercommunal, fréquemment mais pas exclusivement départemental.
La gestion du réseau proprement dite, qui comprend sa conception, son développement, son entretien, sa conduite et son exploitation, est confiée à un gestionnaire de réseau de distribution. Ce peut être dans le cadre d'une gestion directe en régie, ou indirecte dans le cadre d'un contrat de concession. Le gestionnaire de réseau de distribution peut alors être une entreprise locale, prenant la forme, le plus souvent, d'une société d'économie mixte ou d'une société d'intérêt collectif agricole d'électricité, ou bien être le gestionnaire de réseau national désigné par la Loi, à savoir Enedis pour l'électricité et GRDF pour le gaz.
Dans les zones rurales, les autorités organisatrices (communes ou syndicats) peuvent assumer la maîtrise d'ouvrage d'une partie des investissements sur le réseau électrique, conformément aux termes du contrat de concession. Ces travaux concernent le plus souvent les ouvrages en basse tension. Ainsi ces services investisseurs des collectivités locales, distincts du gestionnaire de réseau, dépensent-ils un milliard d'euros par an pour des travaux de raccordement des clients, de renforcement des réseaux, ou d'enfouissement.
Enfin, les autorités concédantes ont également la responsabilité du contrôle local de l'exécution du contrat de concession, par le concessionnaire. À ce titre, elles veillent à la gestion du patrimoine et contribuent au suivi de la qualité du service et de l'énergie distribuée, notamment la fréquence et la durée de coupure. La qualité de service fait par ailleurs l'objet de dispositions réglementaires, ainsi que des dispositions définies par la Commission de Régulation de l'Énergie.

## Généralités
Un réseau électrique est tout d'abord défini par le type de courant électrique qu'il utilise. Une fois fixé, ce choix engage l'avenir et est lourd de conséquences car les modifications sont a posteriori très délicates. Ensuite, lors de l'exploitation des réseaux, certaines grandeurs électriques doivent être surveillées régulièrement pour s'assurer que les conditions d'exploitation sont bien respectées.

### Choix stratégiques de l'onde électrique
Les réseaux électriques actuels utilisent un courant alternatif triphasé sinusoïdal. Ce choix décisif découle d'un ensemble de raisons que nous présentons ici.

#### Nécessité de transporter l'électricité à une tension élevée
De la sortie de la centrale électrique au compteur de l'utilisateur final, l'électricité doit transiter sur un réseau électrique. Ces réseaux possèdent souvent la même structure d'un pays à l'autre, car le transport de fortes puissances sur de longues distances impose la minimisation de l'effet Joule.
Le transport d'électricité entraîne des pertes dues à l'effet Joule, qui dépendent de l'intensité I, de la tension U et de la résistance R de la ligne. Pour du courant triphasé on obtient, par phase :
{\displaystyle P_{\text{pertes Joule}}=RI^{2}\ =R\left({\frac {P_{\text{electrique}}}{U{\sqrt {3}}}}\right)^{2}\,}
Pour une même puissance électrique transmise par la ligne et à résistance égale, les pertes par effet Joule diminuent donc comme le carré de la tension : elles sont divisées par quatre quand la tension double. Ainsi, une ligne d'une centaine de km avec une résistance de 10 Ω par phase sur laquelle circule 400 MW entraînerait environ 40 MW de pertes Joule si elle était exploitée à 200 kV, mais seulement 10 MW si elle était exploitée à 400 kV.
L'enjeu de ces pertes peut se mesurer aux montants d'énergie très importants que cela représente : pour la France, sur les 509 TWh produits en 2005, environ 12 TWh ont été perdus à la suite de ces phénomènes (pour cause d'effet Joule, d'effet couronne ou de pertes à vide), soit environ 2,5 % de la production électrique française.
Les coûts de construction d'une ligne à 400 kV, 20 kV ou 230 V sont cependant très différents. Il faut donc trouver un optimum technico-économique entre les différents niveaux de tension, au vu du gain espéré (relatif à la diminution des pertes par effet Joule). On arrive ainsi à une structure multicouche des réseaux électriques, avec les réseaux transportant de grandes quantités d'énergie exploités à des tensions de plusieurs centaines de kilovolts, et la tension diminuant au fur et à mesure que les puissances transportées décroissent.

#### Courant alternatif ou continu?
Le transport de puissances importantes sur de longues distances nécessite des tensions élevées. Il faut donc des transformateurs pour passer d'une tension à une autre ; or les transformateurs passifs ne fonctionnent qu'avec du courant alternatif. Les changements de tension sur un système à courant continu ne sont pas aussi efficaces (plus de pertes) qu'en alternatif (transformateur). Les gains lors du transport d'électricité sur les lignes sont contrebalancés par les pertes plus importantes lors des phases d'élévation de la tension et d'abaissement de la tension. De plus la coupure des courants dans les disjoncteurs est facilitée par le passage répétitif à zéro du courant alternatif. Ce dernier entraîne quand même des contraintes d'utilisation, notamment les deux suivantes :
- l'existence d'effets inductifs et capacitifs dans les lignes électriques qu'il faut compenser afin d'en limiter les effets sur la tension ;
- la création d'un effet de peau qui concentre le courant à la périphérie des câbles électriques, augmentant ainsi les pertes Joules et nécessitant dans certains cas des dispositions particulières.

Le courant alternatif s'est imposé dans presque tous les réseaux, mais pour certains projets particuliers le courant continu devient plus intéressant malgré l'obligation de recourir à des stations de conversion onéreuses (exemple des interconnexions sous-marines ou celles de très longues distances où il limite la perte en ligne). L'amélioration des performances et la baisse du coût des composants d'électronique de puissance nécessaires pour les stations de conversion rendent les réseaux ou interconnexions en courant continu haute tension (HVDC, jusqu'à au moins 800 kV) particulièrement intéressants et rentables dans certains projets, en particulier ceux où la possibilité de n'utiliser que deux conducteurs, voire un seul, diminue les coûts liés à la longueur et/ou à l'infrastructure support (ex. : tunnels).

#### Pourquoi une tension sinusoïdale?
La solution la plus commode pour produire de manière industrielle de l'énergie électrique est l'entraînement d'un alternateur par une machine tournante, comme une turbine, un moteur à combustion interne, une éolienne... le tout en rotation autour d'un axe. De manière naturelle ces installations produisent des tensions sinusoïdales.
En sens inverse et tout aussi naturellement, ces tensions sinusoïdales permettent l'entraînement régulier d'un moteur électrique.
Cette facilité d'utilisation à la production et à l'usage dans les machines tournantes constituent les deux grands atouts de la tension sinusoïdale.

#### Système monophasé ou triphasé?
Il est tout à fait possible de réaliser un réseau uniquement en courant monophasé. Les raisons qui ont conduit à adopter le réseau triphasé sont les avantages techniques et économiques importants qu'il présente :
- un alternateur de très forte puissance ne peut pas fonctionner en produisant un courant monophasé car la puissance fluctuante qui en résulte provoque une destruction de l'arbre de liaison entre l'alternateur et la source d'énergie mécanique qui le met en rotation. En effet, un système monophasé voit sa puissance instantanée passer par une valeur nulle à chaque oscillation de l'onde de tension (lorsque la tension ou l'intensité passe par zéro). La puissance instantanée est donc variable. Au contraire, les systèmes triphasés équilibrés assurent une puissance instantanée constante, c'est-à-dire « sans à-coup », ce qui est important en électromécanique.

- Le transport d'une même puissance électrique en triphasé (sans neutre) nécessite une section de câbles conducteurs deux fois plus faible qu'en monophasé. L'économie qui en découle sur le coût de réalisation des lignes est notable.
- Les courants triphasés peuvent produire des champs magnétiques tournants en répartissant d'une manière spécifique les bobinages sur un rotor. Or les machines électriques qui produisent et utilisent ces courants fonctionnent de manière optimale en régime triphasé.
- Une distribution de l'électricité en courant triphasé avec fil de neutre permet de proposer pour un même réseau deux tensions d'utilisation différentes selon que l'on utilise une ou deux phases :
  - entre une phase et le neutre : par exemple 230 V en Europe,
  - entre deux phases : par exemple 400 V en Europe.

#### Fréquence des réseaux électriques
Choisir la fréquence d'un réseau est déterminant car on ne peut plus revenir en arrière une fois que le réseau a atteint une certaine taille. Néanmoins les progrès de l'électronique de puissance laisse une certaine latitude sur la fréquence malgré l’interconnexion des réseaux.
Une fréquence élevée est particulièrement intéressante pour les transformateurs, permettant ainsi de réduire leur taille. Les ampoules électriques sont elles aussi mieux adaptées aux fréquences élevées (apparition de clignotements avec des fréquences faibles). D'autres applications, particulièrement celles faisant appel aux inductances (type moteur électrique, ou ligne de transport à grande distance), ont un meilleur rendement avec des fréquences faibles. C'est à la fin du XIXe siècle que cette question s'est posée, mais la faible dimension des réseaux permettait à cette époque d'ajuster la fréquence en fonction de l'utilisation que l'on devait en faire, et des fréquences de 16 Hz à 133 Hz coexistaient.
C'est Westinghouse, probablement avec les conseils de Tesla, qui imposa progressivement le 60 Hz aux États-Unis. En Europe, après que AEG eut choisi le 50 Hz, cette fréquence se diffusa petit à petit. On conserve aujourd'hui cet historique et les réseaux actuels sont exploités soit à 50 Hz, soit à 60 Hz.
Cas particuliersSur les navires et les aéronefs, du fait des faibles distances et des contraintes de poids, on utilise souvent la fréquence de 400 Hz, qui permet d'utiliser des transformateurs de taille et de poids réduits,,.

### Grandeurs électriques importantes
Les grands réseaux électriques nécessitent la surveillance constante de certains paramètres afin de maintenir le réseau, ainsi que les installations de production et de consommation qui y sont raccordées, dans les domaines d'utilisation prévus. Les principales grandeurs à surveiller sont la fréquence, la tension, l'intensité dans les ouvrages, et la puissance de court-circuit.

#### Surveillance de la tension
Un grand réseau électrique possède de multiples niveaux de tension. Chaque niveau de tension est conçu pour une plage d'utilisation bien spécifique. Des tensions légèrement trop élevées conduisent à une usure prématurée du matériel, puis si elles sont franchement trop élevées à un « claquage » de l'isolant (cas des câbles souterrains, des câbles domestiques, ou des isolateurs des lignes électriques). Les surtensions très élevées (par exemple causées par la foudre) sur des conducteurs « nus » (c'est-à-dire sans isolant, ce qui est le cas des lignes électriques) peuvent conduire à des amorçages avec des objets proches, par exemple des arbres.
A contrario, des tensions trop basses par rapport à la plage spécifiée conduisent à un mauvais fonctionnement de beaucoup d'installations, que ce soit chez les consommateurs (par exemple les moteurs), ou sur le réseau en lui-même (mauvais fonctionnement des protections). De plus, des tensions basses sur les réseaux de transport d'électricité ont été la cause de grands incidents qui ont été responsables de la coupure de plusieurs millions de foyers (ex. du blackout grec le 12 juillet 2004 ou du 12 janvier 1987 en France).
Bien que les plages d'utilisation des matériels spécifient une marge de 5 à 10 % par rapport à la tension nominale, les grands opérateurs de réseaux privilégient actuellement une exploitation plutôt en tension haute car cela limite les pertes joules dans le réseau.

#### Problématique de l'intensité
L'intensité est un paramètre particulièrement important à surveiller car elle peut entraîner la destruction de matériel coûteux (les transformateurs et les câbles), ou bien mettre en danger la sécurité des biens et des personnes (cas des lignes aériennes). Le courant permanent admissible est l'intensité maximale à laquelle un ouvrage peut être exploité sans limitation de durée. Afin de faciliter l'exploitation des réseaux électriques, certains ouvrages peuvent être exploités à une intensité supérieure à cette limite mais uniquement pendant une durée limitée. Pour permettre une telle exploitation, ces ouvrages sont munis de protections spécifiques qui placent ceux-ci en sécurité de façon automatique lorsque l'intensité dépasse une certaine valeur pendant une durée définie.
En France, l'intensité maximale à laquelle un ouvrage peut être exploité sans limitation de durée est appelée IST (intensité de secours temporaire),. Elle est appelée ainsi en raison des règles spécifiques d'exploitation du réseau français applicables dans le cas d'un réseau maillé. Ces règles imposent une exploitation des ouvrages aux limites de leur intensité uniquement en cas de problème sur le réseau.
Le problème créé par une intensité trop élevée (c'est-à-dire une puissance transmise élevée) est un échauffement par effet Joule important. La conséquence de cet échauffement se manifeste de différentes manières selon les ouvrages considérés et, entre autres, pour :
les câbles électriques enterrésla présence d'une gaine isolante réduit le transfert thermique entre le câble et son environnement. De plus, les câbles étant souvent souterrains, la chaleur s'évacue d'autant plus mal : en cas d'intensité trop élevée, le risque est la destruction physique du câble par surchauffe ;
les transformateursles enroulements des transformateurs sont en général immergés dans un bain d'huile qui joue le rôle d'isolant électrique mais également de fluide caloporteur aéroréfrigérant. En cas d'intensité trop élevée, l'huile ne peut plus évacuer assez de chaleur et les enroulements risquent de se détériorer par surchauffe ;
les lignes électriques aériennes (absence de gaine isolante)les conducteurs s'échauffant par effet Joule, ils peuvent aussi s'allonger par le phénomène de dilatation thermique ; la ligne électrique étant maintenue à chaque extrémité par un pylône, cet allongement va se matérialiser par une réduction de la hauteur entre la ligne et le sol, ce qui risque de conduire à un amorçage (arc électrique créant un court-circuit) au vu des tensions importantes utilisées dans ces réseaux. Heureusement des protections sont installées sur les lignes pour éviter de tels amorçages qui sont, bien sûr, extrêmement dangereux.

#### Intensité de court-circuit
L'intensité de court-circuit (abrégée Icc) est une grandeur théorique qui correspond au courant que l'on pourrait mesurer en un point du réseau si ce point était relié directement à la terre. Elle est égale au courant circulant dans un ouvrage lors d'un défaut triphasé franc à la terre (c'est-à-dire qui relie directement les trois phases à la terre). L'Icc est fournie principalement par les groupes de production. Elle est élevée dans les nœuds du réseau que sont les postes électriques (sur le réseau 400 kV européen, les valeurs sont de l'ordre de 30 à 50 kA). L'Icc devient de plus en plus faible au fur et à mesure que les niveaux de tension décroissent et que l'on s'éloigne des postes électriques.
Les matériels utilisés dans les postes électriques sont conçus pour résister à une valeur maximale d'Icc : au-delà, il y a un risque de casse de matériel en cas de court-circuit (causé par la foudre, le givre, une rupture de matériel…) Les bris de cette nature sont notamment causés par des phénomènes électrodynamiques puissants qui ont lieu lorsque des conducteurs sont soumis à des courants exceptionnellement forts.
Un réseau électrique a cependant tout intérêt à avoir une Icc élevée. En effet, cela permet l'amortissement des perturbations émises par les grandes industries (problème des flickers), ainsi qu'une réduction des chutes de tension lors des courts-circuits sur le réseau. Pour le consommateur, l'Icc correspond à l'intensité maximum que peut fournir le réseau : une Icc suffisante est donc indispensable au démarrage des gros moteurs électriques. De manière générale, une Icc élevée maintient une bonne qualité de l'onde électrique fournie aux clients.

## Structure des réseaux électriques
Les réseaux électriques peuvent être organisés selon plusieurs types de structures exposées ci-dessous.

Différents types de structures
Structure maillée : les postes électriques sont reliés entre eux par de nombreuses lignes électriques, apportant une grande sécurité d'alimentation.
Structure radiale ou bouclée (les postes rouges représentent les apports d'énergie) : la sécurité d'alimentation, bien qu'inférieure à celle de la structure maillée, reste élevée.
Structure arborescente (le poste rouge représente l'apport d'énergie) : la sécurité d'alimentation est faible puisqu'un défaut sur la ligne ou sur le poste rouge coupe l'ensemble des clients en aval.

Chaque type de structure possède des spécificités et des modes d'exploitation très différents. Les grands réseaux d'énergie utilisent tous ces types de structure. Les réseaux de transport, aux niveaux de tension les plus élevés, ont une structure maillée. Les réseaux de répartition, aux niveaux de tension inférieurs, adoptent une structure bouclée en parallèle de la structure maillée. Enfin, les réseaux de distribution, aux plus bas niveaux de tension, suivent quasiment exclusivement une structure arborescente.

### Réseau de transport

Les réseaux de transport ont une structure de réseau maillée.

Les réseaux de transport sont à haute tension (HTB) (de 50 kV à 400 kV) et ont pour but de transporter l'énergie des grands centres de production vers les régions consommatrices d'électricité. Les grandes puissances transitées imposent des lignes électriques de forte capacité de transit, ainsi qu'une structure maillée (ou interconnectée). Les réseaux maillés garantissent une très bonne sécurité d'alimentation, car la perte de n'importe quel élément (ligne électrique, transformateur ou groupe de production) n'entraîne aucune coupure d'électricité si l'exploitant du réseau de transport respecte la règle dite du « N-1 » (possibilité de perdre n'importe quel élément du réseau sans conséquences inacceptables pour les consommateurs).
Illustration du report de charge :

A) État normal.

A) Dans le réseau ci-contre, l'électricité se répartit sur les lignes électriques en fonction de la localisation de la production, de la consommation et des impédances des ouvrages (lignes et transformateurs) selon les lois de Kirchhoff. Les lignes sont plus ou moins chargées selon le nombre de triangles :
- de vert à orange : intensité supportable par la ligne en régime permanent ;
- rouge : l'intensité n'est pas supportable en régime continu, il faut réduire rapidement l'intensité sinon la ligne se mettra hors service sous l'effet des dispositifs de protection.

Dans cet exemple, les lignes sont normalement chargées (couleur verte à jaune).

B) Coupure d'une ligne : l'énergie se répartit différemment.

B) Un incident s'est produit sur le réseau : une ligne a déclenché ; elle est donc hors service. Du fait de la structure maillée, l'énergie s'est répartie sur les lignes restantes en fonction de leur impédance, tout en assurant la continuité de l'alimentation électrique. Par contre une ligne est en surcharge : il faut donc agir rapidement pour ramener son intensité à une valeur acceptable.

C1) Sans correction : l'incident s'aggrave, la zone va finir hors tension.

C1) Si aucune action n'est menée dans les délais suffisants, la ligne en surcharge va déclencher à son tour : l'énergie va alors se répartir à nouveau pour alimenter la consommation appelée. Avec de moins en moins de lignes électriques pour acheminer la même puissance, les surcharges sur les lignes restantes deviennent très importantes et les délais de réaction vont être réduits d'autant. Dans cette situation une ligne est en très forte surcharge et va déclencher très rapidement, mettant ainsi les 3 postes qu'elle alimentait hors tension.
Un enchaînement de ce type est appelé une cascade de surcharge et est quasiment toujours impliqué dans les grands blackouts rencontrés au niveau mondial. Ceci illustre qu'à partir d'une situation de réseau a priori « normale », un évènement bénin (par exemple un coup de foudre sur une ligne) peut rapidement avoir des conséquences non maîtrisables et de grande ampleur.

C2) Correction : optimisation de la répartition de l'énergie entre les lignes par modification de la topologie du réseau.

C2) À la suite du déclenchement de la première ligne électrique, plusieurs moyens sont à disposition des dispatchers pour « lever » cette surcharge. Ici, le dispatcher a changé la topologie d'un poste pour y passer à deux nœuds électriques : cela permet de répartir de manière différente l'énergie, et donc de mieux équilibrer l'intensité sur les lignes. On revient donc à une situation pérenne. D'autres solutions, plus contraignantes, auraient pu être adoptées pour lever la surcharge :
- augmentation rapide de production dans la zone problématique afin de diminuer les apports d'énergie par les lignes ;
- coupure volontaire ciblée de consommation (on parle alors de délestage) afin de conserver l'alimentation d'un maximum de clients.

### Réseau de répartition

Entre les deux postes rouges, la structure est bouclée. Les réseaux de répartition ont souvent cette structure dans les régions faiblement consommatrices.

Les réseaux de répartition sont à haute tension (de l'ordre de 30 à 150 kV) et ont pour but d'assurer à l'échelle régionale la fourniture d'électricité. L'énergie y est injectée essentiellement par le réseau de transport via des transformateurs, mais également par des centrales électriques de moyennes puissances (inférieures à environ 100 MW). Les réseaux de répartition sont distribués de manière assez homogène sur le territoire d'une région.
Ils ont une structure à la fois maillée et bouclée suivant les régions considérées. Contrairement aux réseaux de transport qui sont toujours bouclés (afin de pouvoir assurer un secours immédiat en N-1), les réseaux de répartition peuvent être exploités bouclés ou débouclés selon les transits sur le réseau (débouclé signifie qu'un disjoncteur est ouvert sur l'artère, limitant ainsi les capacités de secours en N-1). Les problèmes de report de charge se posent également pour le réseau de répartition, sa conduite est donc assurée en coordination avec celle du réseau de transport et nécessite également des moyens de simulation en temps réel.

### Réseau de distribution

Les réseaux de distribution sont généralement basés sur une structure arborescente de réseau : à partir d'un poste source (en rouge), l'énergie parcourt l'artère ainsi que ses dérivations avant d'arriver aux postes de transformation HTA/BTB.

Les réseaux de distribution ont pour but d'alimenter l'ensemble des consommateurs. Il existe deux sous niveaux de tension :
- les réseaux moyenne tension (anciennement MT devenu HTA de 1 à 50 kV) ;
- les réseaux basse tension (BT de 50 à 1 000 V), sur lesquels sont raccordés les utilisateurs (entreprises et locaux d'habitations) « tarif à puissance limitée » 12 kVA au plus en 230 V (60 A) et 36 kVA maxi en 230⁄400 V (60 A) ou « tarif à puissance surveillée » en 400 V de 36 à 250 kVA (60 à 400 A).

Contrairement aux réseaux de transport et répartition, les réseaux de distribution présentent une grande diversité de solutions techniques à la fois selon les pays concernés, ainsi que selon la densité de population.
Les réseaux à moyenne tension (HTA) ont de façon très majoritaire une structure arborescente, qui autorise des protections simples et peu coûteuses : à partir d'un poste source (lui-même alimenté par le réseau de répartition), l'électricité parcourt une artère (ou ossature) sur laquelle sont reliées directement des branches de dérivation au bout desquelles se trouvent les postes HTA/BT de distribution publique, qui alimentent les réseaux basse tension (BT) sur lesquels sont raccordés les plus petits consommateurs. La structure arborescente de ces réseaux implique qu'un défaut sur une ligne électrique HTA entraînera forcément la coupure des clients alimentés par cette ligne, même si des possibilités de secours plus ou moins rapides existent.
Les ossatures des réseaux à moyenne tension (HTA) européens ne sont constituées que des trois phases, alors qu'en Amérique du Nord le fil de neutre est également distribué (trois phases plus une neutre). Les dérivations HTA quant à elles peuvent être constituées d'un fil (cas de l'Australie où le retour de courant s'effectue par la terre) à quatre fils (cas des États-Unis), ou encore systématiquement trois fils (les trois phases) comme le réseau français.
Les réseaux HTA aériens sont majoritaires en zone rurale, où la structure arborescente prédomine largement. Par contre en zone urbaine les contraintes d'encombrement, d'esthétique et de sécurité conduisent à une utilisation massive des câbles souterrains. Les réseaux souterrains étant soumis potentiellement à de longues indisponibilités en cas d'avarie (plusieurs dizaines d'heures), il est fait appel à des structures en double dérivation ou à des structures radiales débouclées munies d'appareils automatiques de réalimentation, permettant une meilleure sécurité d'alimentation.
Les réseaux BT résultent de la structure des réseaux HTA : en Amérique du Nord les réseaux monophasés sont courants (un neutre plus une phase), tandis qu'en Europe la distribution triphasée avec fil de neutre est très majoritaire (un neutre plus trois phases). La structure arborescente est là aussi de loin la plus répandue, car elle est à la fois simple, bon marché, et permet une exploitation facile.

## Matériels utilisés dans les réseaux électriques
Le réseau électrique est constitué non seulement de matériel haute tension (dit matériel de puissance), mais également de nombreuses fonctions utiles telles que la téléconduite ou le système de protection.

### Matériels de puissance
Les lignes électriques relient les postes entre eux. À l'intérieur d'un poste, on trouve pour chaque niveau de tension un jeu de barres qui relie les départs lignes et les départs transformateurs.

#### Lignes électriques

Le câble violet est le câble de garde. Ces pylônes supportent deux ternes, chacune constitué des trois phases chacune étant supportée par un isolateur.

Les lignes électriques assurent la fonction « transport de l'énergie » sur les longues distances. Elles sont constituées de trois phases, et chaque phase peut être constituée d'un faisceau de plusieurs conducteurs (de un à quatre) espacés de quelques centimètres afin de limiter l'effet couronne qui entraîne des pertes en ligne, différentes des pertes Joule. L'ensemble de ces trois phases électriques constitue un terne.
Un pylône électrique peut supporter plusieurs ternes : en France deux voire quatre, mais d'autres pays comme l'Allemagne ou le Japon font supporter à leur pylône jusqu’à huit ternes. Les pylônes sont reliés à la terre par un réseau de terre efficace. Les pylônes supportent les conducteurs par des isolateurs en verre ou en porcelaine qui résistent aux tensions élevées des lignes électriques. Généralement, la longueur d'un isolateur dépend directement de la tension de la ligne électrique qu'il supporte. Les isolateurs sont toujours munis d'éclateurs, qui sont constitués de deux pointes métalliques se faisant face. Leur distance est suffisante pour qu'en régime normal la tenue de tension puisse être garantie. Leur utilité apparaît lorsque la foudre frappe la ligne électrique : un arc électrique s'établit alors au niveau de l'éclateur, qui contourne et protège ainsi l'isolateur.
Un câble de garde, constitué d'un seul conducteur, surplombe parfois les lignes électriques. Il est attaché directement au pylône, et ne transporte aucune énergie : il est relié au réseau de terre et son but est d'attirer la foudre afin qu'elle ne frappe pas les trois phases de la ligne, évitant ainsi les « creux de tension » perturbant les clients. Au centre du câble de garde on place parfois un câble fibre optique qui sert à la communication de l'exploitant. Si on décide d'installer la fibre optique sur un câble de garde déjà existant, on utilise alors un robot qui viendra enrouler en spirale la fibre optique autour du câble de garde.

#### Transformateurs de puissance

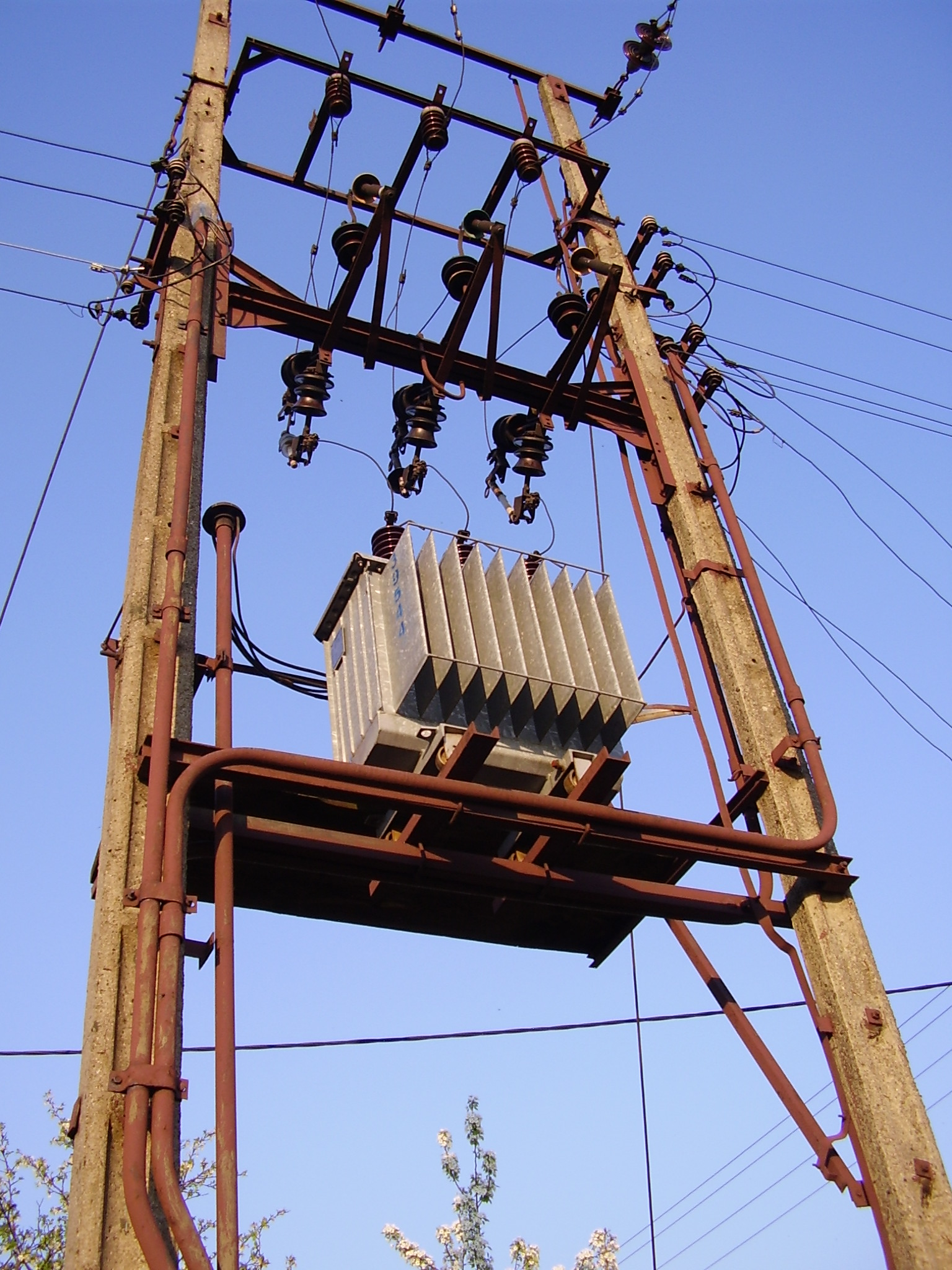
un petit transformateur HTA/BT.

On trouve sur les réseaux électriques deux types de transformateurs de puissance :
- les autotransformateurs qui n'ont pas d'isolement entre le primaire et le secondaire. Ils ont un rapport de transformation fixe quand ils sont en service, mais qui peut être changé si l'autotransformateur est mis hors service ;
- les transformateurs avec régleurs en charge sont capables de changer leur rapport de transformation quand ils sont en service. Ils sont utilisés pour maintenir une tension constante au secondaire (la tension la plus basse) et jouent un rôle important dans le maintien de la tension.

Les transformateurs étant des matériels particulièrement coûteux, leur protection est assurée par différents mécanismes redondants.

#### Postes électriques

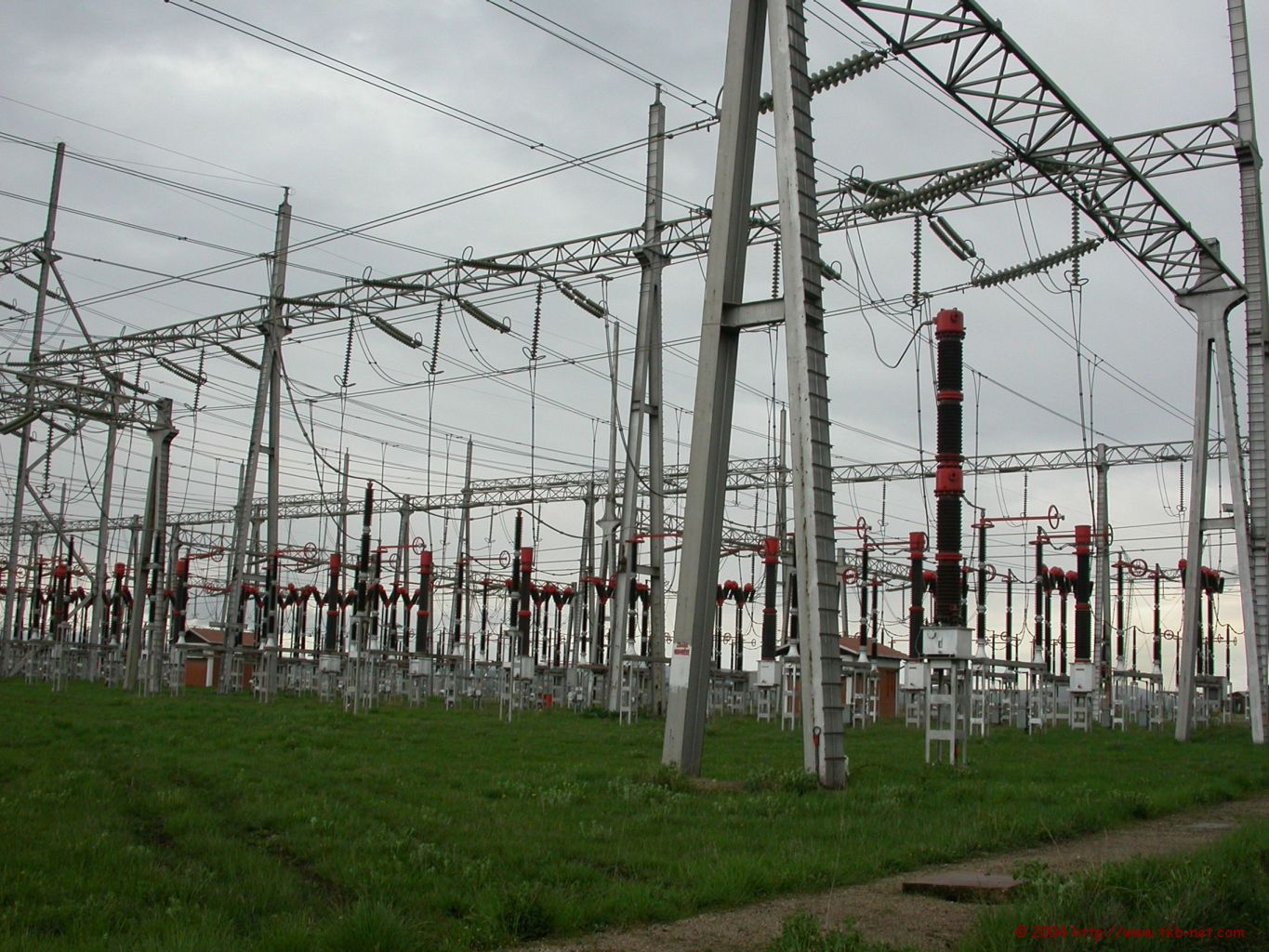
Poste électrique haute tension.

Les postes électriques sont les nœuds du réseau électrique. Ce sont les points de connexion des lignes électriques. Les postes des réseaux électriques peuvent avoir 2 finalités :
- l'interconnexion entre les lignes de même niveau de tension : cela permet de répartir l'énergie sur les différentes lignes issues du poste ;
- la transformation de l'énergie : les transformateurs permettent de passer d'un niveau de tension à un autre.

De plus, les postes électriques assurent des fonctions stratégiques :
- assurer la protection du réseau : un système complexe de protection permet qu'un défaut sur un seul ouvrage n'entraîne pas la mise hors tension de nombreux ouvrages, ce qui risquerait de mettre une vaste zone hors tension. Cette protection est assurée par des capteurs qui fournissent une image de la tension et du courant à des relais de protection, lesquels élaborent des ordres de déclenchement à destination des disjoncteurs ;
- permettre l'exploitation normale du réseau : présence de plusieurs jeux de barre et de couplage afin de pouvoir prendre différents schémas électriques ;
- assurer la surveillance du réseau : la tension du réseau et l'intensité dans les lignes sont surveillées dans les postes électriques, via des transformateurs de mesure, de tension et de courant.

### Matériels de surveillance et de commande

#### Protection des réseaux électriques
Tout réseau électrique possède des systèmes de protection pour déconnecter le système de production en cas de défaut sur la ligne. L'objectif est de protéger les 3 constituants d'un système électrique :
- les organes de production (alternateur) ;
- les composants des réseaux de transport et de distribution (lignes aériennes et souterraines, transformateurs, jeux de barre) ;
- les organes de consommation (clients finaux).

#### Matériel de conduite et de surveillance
La conduite s'effectue depuis des centres de conduite régionaux (dispatchings) ou nationaux.
Ceux-ci disposent d'instruments de téléconduite (des SCADA, notamment) comprenant des dispositifs permettant :
- de commander les organes de coupure (disjoncteurs, sectionneurs) ;
- de connaître la position de ces organes ;
- de mesurer un certain nombre de grandeurs (tension, intensité, fréquence) ;
- de signaler des dysfonctionnements (alarmes).

Outre les éléments ci-dessus permettant la conduite à distance, on trouve également des dispositifs locaux, pouvant réaliser de façon automatique des manœuvres destinées à sauvegarder le fonctionnement du système électrique où à rétablir le service lorsque celui a été interrompu.
Un important réseau de voies de télécommunication fiables et sécurisées est nécessaire pour échanger ces informations entre le centre de conduite et les postes qu'il exploite.
Le matériel de surveillance est destiné à l'analyse a posteriori des incidents. Il comprend essentiellement des consignateurs d'état chargés de relever la position des organes de coupure, et des perturbographes qui, grâce à un système de mémoire, restituent l'évolution des tensions et des courants pendant le déroulement des incidents. Lorsque des clients sensibles se trouvent à proximité du poste, des qualimètres, destinés à mesurer les coupures brèves, peuvent aussi être installés. Les données fournies par ces équipements sont consultées sur place. Par commodité, elles peuvent être transmises à distance, mais la fiabilité demandée aux voies de transmission utilisées est moins importante que dans le cas précédent.

## Stabilité et réglage des réseaux électriques

### Équilibre production - consommation
L'électricité est une des rares énergies non stockable à grande échelle (hormis via les batteries, ou les barrages considérés comme des réserves d'énergie électromécanique à faible inertie). En permanence, les opérateurs des réseaux doivent s'assurer de l'équilibre entre l'offre et la demande. En cas de déséquilibre, on observe principalement deux phénomènes :
- une consommation supérieure à la production : le risque de délestage fréquencemétrique ou de black out n'est pas exclu, (perte rapide du synchronisme sur les alternateurs), comme dans le cas du délestage massif de l'Italie en 2003 ;
- une production supérieure à la consommation : il peut y avoir dans ce cas une accélération des machines synchrones qui produisent l'électricité et un emballement pouvant conduire également à un black out par l'intermédiaire de protections fréquencemétriques. Cette situation est connue des systèmes électriques insulaires où la sur-production notamment éolienne entraîne parfois des fréquences « hautes » sur les réseaux, par exemple 54 Hz en Guadeloupe lors de l'été 2008 avec une forte production éolienne en plus de la production centralisée de l'île.

Les interconnexions entre pays et des dispositifs d'« effacement » temporaire de certains consommateurs permettent de diminuer le risque de black out à l'échelle des pays qui sont solidaires dans la gestion de l'équilibre offre - demande : on parle ici de réserve primaire mutualisée.
L'apparition massive de la production décentralisée sur les réseaux terminaux (réseaux de distribution) conduit également à tenir compte de cette production non centralisée dans l'équilibre global des réseaux, notamment pour les problématiques de tenue à la tension. L'émergence des réseaux intelligents ou smart grids doit notamment concourir à faire cohabiter l'équilibre global du réseau de transport (fréquence, tension), avec l'équilibre local des réseaux de distribution. Les opérateurs européens réfléchissent à des solutions techniques pertinentes compte tenu de l'évolution progressive des modes de production aujourd'hui fortement centralisés (centrales nucléaires, hydraulique…), et demain beaucoup plus décentralisés (éolien, photovoltaïque…). Les projets FENIX, EU-DEEP, ou les AMI de l'ADEME visent à éclairer les choix techniques de demain.

### Réglage de la tension et de la puissance
La fréquence de rotation du générateur étant imposée pour maintenir la fréquence du réseau constante, le réglage de la puissance fournie peut se faire en agissant sur le courant d'excitation de la machine synchrone.
Le réglage de la tension peut aussi se faire en insérant des bobines ou batteries de condensateurs dans le réseau électrique, ou en les débranchant suivant le cas : chute de tension ou élévation de tension, sachant qu'un réseau électrique chargé engendre une baisse de tension et qu'un réseau à vide engendre une surtension. Il existe aussi d’autres moyens de réglage tels que les plots des autotransformateurs.

### Stabilité des groupes
La stabilité du réseau électrique en régime dynamique est son aptitude à éviter tout régime oscillatoire divergent et à revenir à un état oscillatoire stable à la suite d’une perturbation provisoire (cas d’un court-circuit) ou définitive (ouverture d’une ligne). Cela inclut l’intervention éventuelle des protections et automatismes divers en fonction des perturbations détectées,.

## Dérégulation des marchés: impact sur les réseaux électriques
Dans le cadre du processus de déréglementation des systèmes électriques, la question du statut économique et juridique des réseaux s'est posée. La théorie économique reconnaît dans les réseaux électriques, une des formes du monopole naturel, c'est-à-dire une activité qu'il est moins coûteux de confier à un seul acteur économique.
Cependant pour des raisons économiques et historiques, dans la quasi-totalité des pays, le développement, la maintenance et la conduite des réseaux de transport, et à un moindre degré de distribution était intégrés avec les entreprises de production, dont les démarches de déréglementation cherchaient précisément la mise en concurrence.
Par ailleurs, la théorie économique reconnaît également aux réseaux électriques le statut d'infrastructure essentielle, c'est-à-dire permettant de faciliter ou entraver l'accès au marché, qu'il s'agissait de créer.
Pour ces raisons les processus de déréglementation en Europe ou aux États-Unis, ont d'une façon générale imposé une séparation plus ou moins prononcée entre les activités de production réputées concurrentielles et les activités de transport, voire de distribution, réputées monopolistiques.
Cette séparation a pu être :
gestionen spécifiant des exigences fonctionnelles et organisationnelles (nomination des dirigeants, champ de leur autorité, publication de comptes séparés…). C'est l'exigence de la première directive européenne de 1996.
juridiqueen imposant la création d'une société distincte, mais pouvant être une filiale d'acteurs producteurs en concurrence. C'est l'exigence actuelle en Europe en 2007, même si d'un pays à l'autre l'organisation (une ou plusieurs sociétés) et la propriété (publique ou privée, avec ou sans les producteurs historiques) peut varier.
patrimonialeen interdisant la propriété voire la détention d'intérêts patrimoniaux des acteurs en concurrence dans les entreprises de réseaux. C'est l'intention de la Commission Européenne affichée en 2007.
Il est important en revanche de noter que la déréglementation n'a pas modifié les fondements techniques de la gestion des réseaux électriques, en particulier elle n'a pas modifié significativement les flux physiques d'électricité dans les réseaux interconnectés, qui restent déterminés par la localisation géographique des moyens de production et des zones de consommation, et les lois de Kirchhoff.